# Hemithea reducta
Hemithea reducta là một loài bướm đêm trong họ Geometridae.